# 350 до н. е.

## Події
- Рим: для плебеїв стала доступною посада цензора;
- сили Артаксеркса III після року боїв відходять з Єгипту;